# Yukio Tsuchiya
Yukio Tsuchiya (født 31. juli 1974) er en japansk fodboldspiller.
Han har spillet for flere forskellige klubber i sin karriere, herunder Tokyo Verdy, Vissel Kobe, Kashiwa Reysol, Omiya Ardija, Ventforet Kofu og Kyoto Sanga FC.